# Ume älv

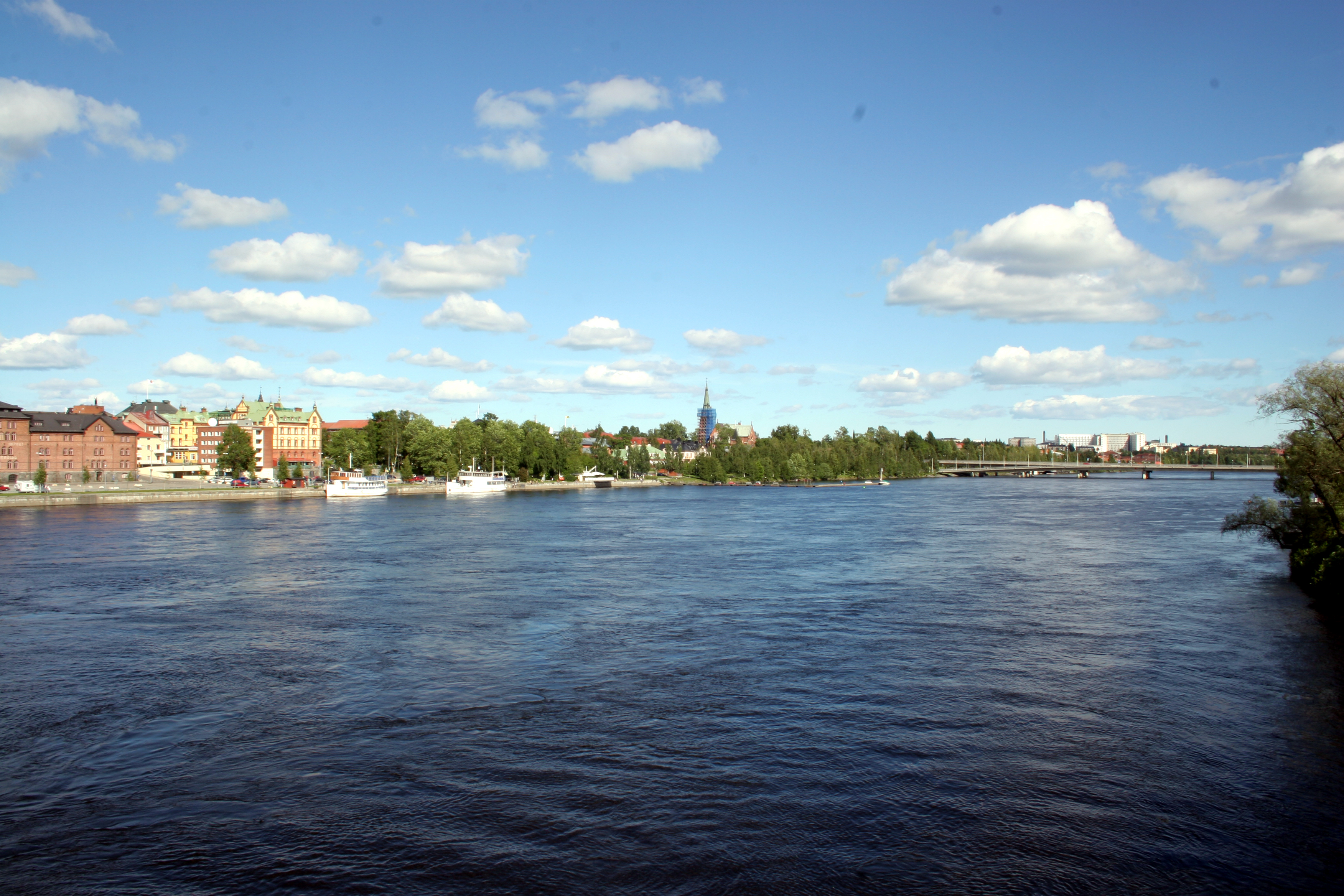
Ume älv in Umeå

De Ume älv, vertaald Ume-rivier, of Umeälven, is een van de grootste rivieren in het noorden van Zweden. De rivier stroomt van haar bron Överuman, bij de grens met Noorwegen, naar het zuidoosten, komt in de buurt van de stad Umeå) in de Botnische Golf uit en is ongeveer 467 kilometer lang. De grootste zijrivier is Vindelälven. Het deel in Zweden van de Europese weg 12 volgt het verloop van de Ume.
- Bibliothèque nationale de France: cb11983275p (data)
- LIBRIS: 160208
- Virtual International Authority File: 316748181